# Hans Scherfig
Pour les articles homonymes, voir Scherfig.
 (octobre 2017).
Si vous disposez d'ouvrages ou d'articles de référence ou si vous connaissez des sites web de qualité traitant du thème abordé ici, merci de compléter l'article en donnant les références utiles à sa vérifiabilité et en les liant à la section « Notes et références ».
Hans Scherfig (né en 1905 et décédé en 1979) est un artiste et écrivain danois.
Ses ouvrages les plus connus sont Le Printemps Volé (adapté au cinéma en 1993) , Frydenholm, Des Idéalistes, et Le Scorpion (publié dans 20 pays différents). Il est aussi connu pour ses lithographies naïves représentant généralement des scènes de la jungle ou de la savane. 
Il a également réalisé des dessins politiques, satiriques, et bibliques. Politiquement, il était un staliniste grand critique des États-Unis et de leur politique. Il a été emprisonné par le gouvernement nazi pendant l´occupation du Danemark lors de la Seconde Guerre mondiale.